# 妊娠線

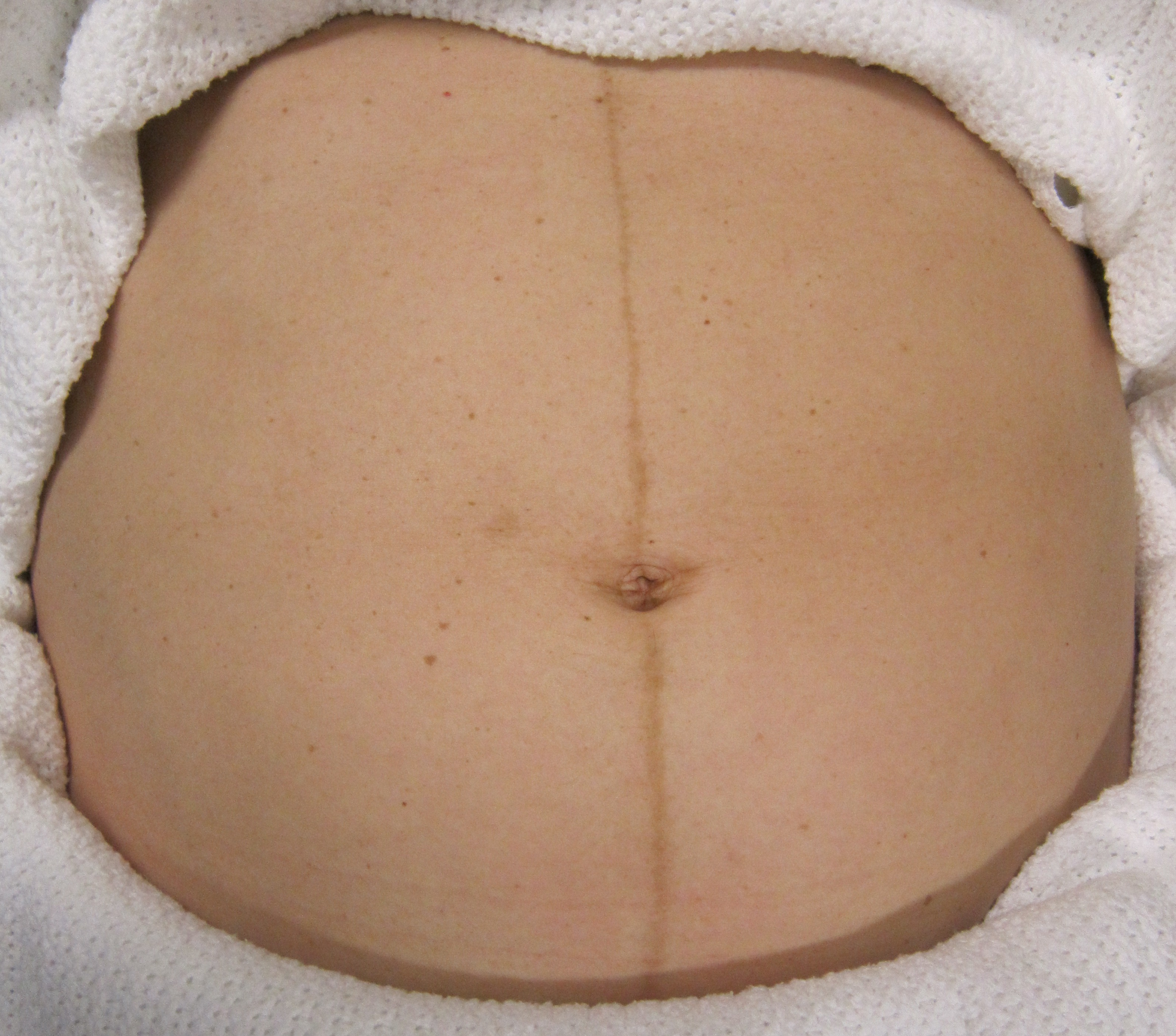
懷孕婦女肚子上的妊娠線

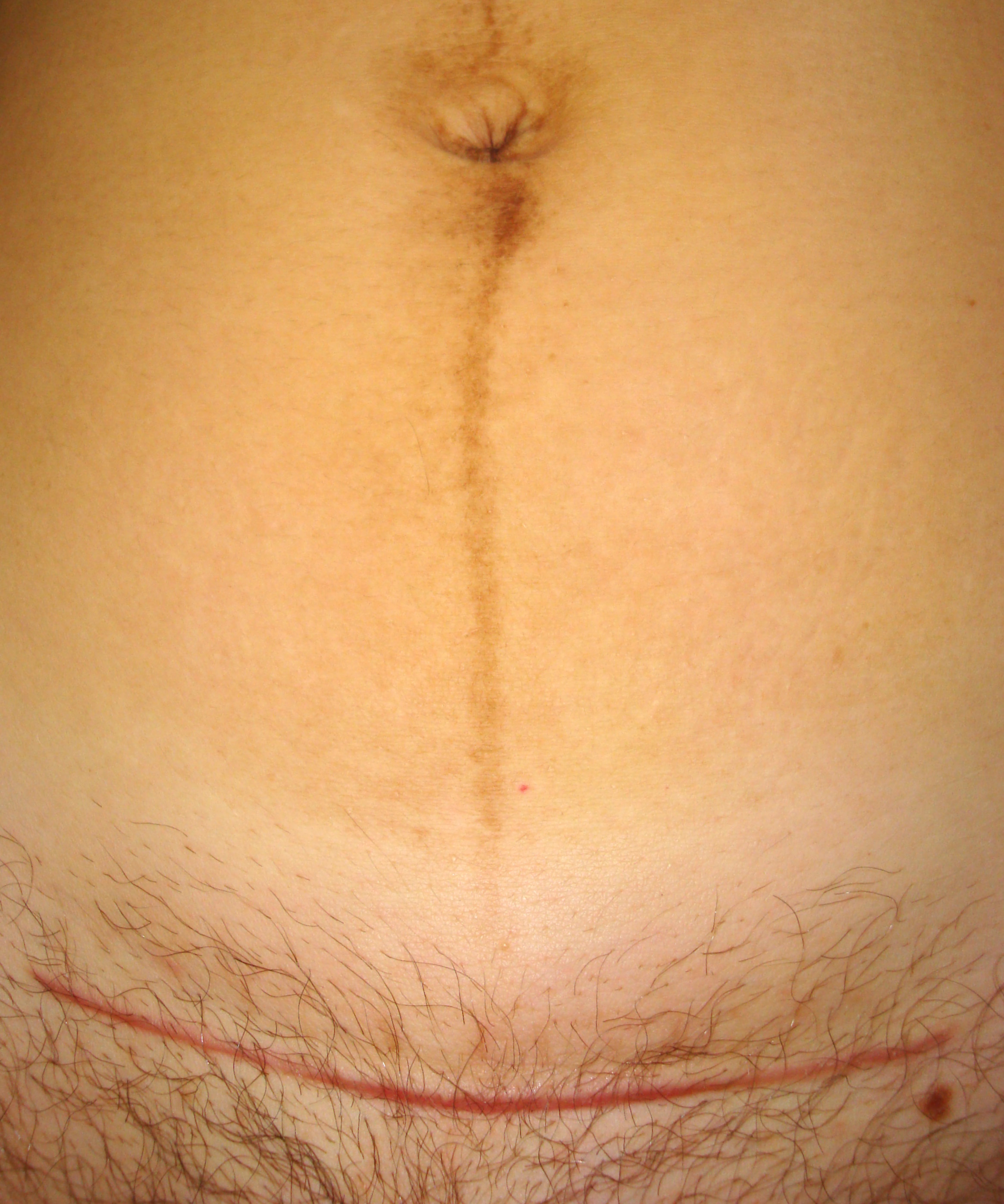
31歲婦女在分娩後七週，腹部的妊娠線及剖腹生產的疤

妊娠線在懷孕後三個月時，在腹部會出現的深色垂直線。妊娠線為咖啡色，寬約一公分，一般會沿著腹部中線，從恥骨延伸到肚臍，不過有些也會延伸到肚臍的上方。妊娠線是因為胎盤產生的促黑素細胞激素增加而造成，促黑素細胞激素也會造成黑斑及乳頭顏色變深。
皮膚白皙的女性比較不容易出現妊娠線，皮膚較黑的女性比較容易出現。妊娠線一般會在分娩後幾個月後消失。

## 類似妊娠線的紋路
不論男女和年齡，都有可能在腹部出現類似妊娠線的紋路。11歲到15歲的男性及女性發生率比較高，這可能是因為青春期的荷爾蒙波動特性所造成的。15歲之後的發生率明顯下降。對青春期後的女性而言，這表示良性的雌激素增加。在30歲之後，不論男性或女性的發生率都掉到10%以下。若短時間體重快速增加，可能又會出現。偶爾這也會是潛在荷爾不平衡、遺傳性疾病、恶性腫瘤、炎症甚至是真菌病的指標。

## 外部連結
- 维基共享资源上的相關多媒體資源：妊娠線